# جايسون هنتر
جايسون هنتر (بالإنجليزية: Jason Hunter)‏ هو لاعب كرة قدم أمريكية أمريكي، ولد في 28 أغسطس 1983 في تشارلوت في الولايات المتحدة.

## وصلات خارجية
- جايسون هنتر على موقع مرجع كرة القدم المحترفة.كوم (الإنجليزية)